# Frank Lozano
Frank Sebastián Lozano Rengifo (Ibagué, Tolima, Colombia; 22 de agosto de 1993), es un futbolista colombiano que juega de Centrocampista en el Águilas Doradas de la Categoría Primera A de Colombia.